# Trichey
Trichey ist eine französische Gemeinde mit 43 Einwohnern (Stand: 1. Januar 2022) im  Département Yonne in der Region Bourgogne-Franche-Comté (vor 2016 Bourgogne) im Osten Frankreichs. Die Gemeinde gehört zum Arrondissement Avallon und zum Kanton Tonnerrois.

## Geografie
Trichey liegt etwa 58 Kilometer ostnordöstlich von Auxerre. Umgeben wird Trichey von den Nachbargemeinden Étourvy im Norden und Nordwesten, Quincerot im Norden und Osten, Arthonnay im Osten, Rugny im Süden, Thorey im Südwesten sowie Mélisey im Westen.

## Bevölkerungsentwicklung
| Jahr                       | 1962 | 1968 | 1975 | 1982 | 1990 | 1999 | 2006 | 2018 |
| -------------------------- | ---- | ---- | ---- | ---- | ---- | ---- | ---- | ---- |
| Einwohner                  | 85   | 68   | 48   | 66   | 57   | 53   | 50   | 42   |
| Quellen: Cassini und INSEE |      |      |      |      |      |      |      |      |

## Sehenswürdigkeiten

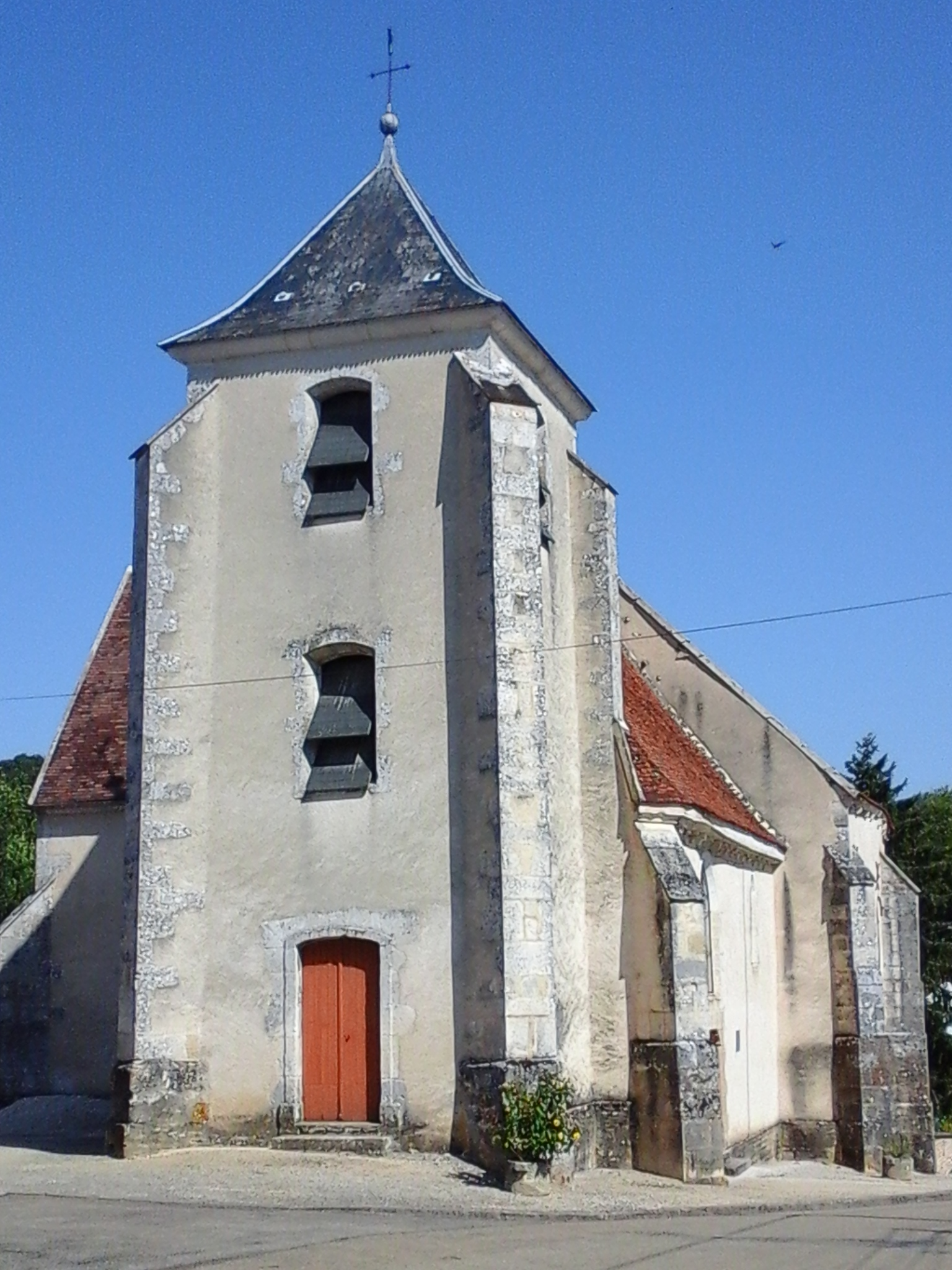
Kirche Saint-Aventin-de-Troyes

Die nach dem heiligen Aventinus von Troyes (Saint-Aventin-de-Troyes) benannte Dorfkirche aus dem 12. Jahrhundert gehört zur Pfarrei St. Robert mit Sitz in Tonnerre im Erzbistum Sens-Auxerre.